# Thelephorales
Thelephorales is een orde binnen de klasse van steeltjeszwammen (Basidiomycetes). De orde heeft volgens Index Fungorum slechts twee families:
Orde: Thelephorales
- Familie: Bankeraceae
- Familie: Thelephoraceae